# 帕图斯 (巴西)
帕图斯（葡萄牙語：Patos）是巴西帕拉伊巴州的一个市镇。总面积513平方公里，总人口100663人，人口密度196.2人/平方公里。